# Hemming Forelius
Hemming Forelius Ostrogothus, född 1654 i Norrköping, död 1708, var en svensk professor, rektor för Uppsala universitet.
Hemming Forelius var son till en handlande i Norrköping vid namn Jöns Hemmingsson, vars bror Lars var stamfader till en släkt Hultman samt Adelswärd och Carlskiöld och släkt med Figrelius. Hemming och hans bröder upptog namnet Forelius. Ena brodern, Petrus, avled som student vid Uppsala universitet 1675. En yngre bror Daniel blev kommissarie i riksbanken.
Hemming Forelius doktorerade 1681, och fick sedan tjänst som adjunkt vid Uppsala universitet. 1684 fick han brev av kanslern att efterträda Harald Askebom som universitetets depositor och året därpå blev han den siste att tillträda det uppdraget. I det uppdraget skaffade sig Forelius ett namn i den akademiska världen. När professuren i latinsk poesi utlystes 1687 utkonkurrerade han Olof Hermelin. Höstterminen 1701 var han rektor för Uppsala universitet.
Som professor i latinsk poesi höll han tal vid Uppsala mötes jubelfest år 1693. Hans största gärning i ämbetet var som handledare: inte mindre än 61 disputationer presiderade han för. Hans bibliotek om 875 volymer såldes 1709, året efter hans död.
1711 var hans änka bosatt på Ekebygård, där hon avled i pesten.